# Flores de Goiás
Pour les articles homonymes, voir Flores.
Flores de Goiás est une municipalité brésilienne de l'État de Goiás et la microrégion du Vão do Paranã.